# Final da Copa do Brasil de Futebol de 2023
A final da Copa do Brasil de 2023 (por questões de patrocínio Copa Betano do Brasil) foi a 35.ª final da competição desportiva organizada anualmente pela Confederação Brasileira de Futebol, desde 1989. As partidas serão disputadas em formato de ida e volta entre Flamengo, do Rio de Janeiro, e São Paulo, do estado homônimo. Os mandos de campo serão sorteados, ainda com data a ser definida. O clube campeão garantirá vaga na fase de grupos da Copa Libertadores de 2024 e na Supercopa do Brasil de 2024.
O Flamengo foi o atual detentor do título. A equipe carioca chegou à final da competição pela nona vez, enquanto a equipe paulista, pela segunda vez. 
Ao chegar em sua segunda final, o São Paulo conseguiu seu título inédito após vencer os rubro-negros no Maracanã por 1 a 0 com gol de Jonathan Calleri. Bruno Henrique abriu placar no Morumbi, mas Rodrigo Nestor garantiu o empate aos acréscimos e o primeiro título dos tricolores paulistas na competição nacional.
Essa foi a sexta final disputada entre as equipes, sendo três vencidas pelo São Paulo (Copa do Brasil de 2023, Supercopa Libertadores de 1993 e a Copa dos Campeões Mundiais de 1996), e três vencidas pelo Flamengo (Copa Ouro de 1996, Copa dos Campeões Mundiais de 1997 e a Copa dos Campeões de 2001).

## Regulamento
Serão duas partidas, de ida e de volta. Os mandos de campo da primeira e segunda partida foram determinados por um sorteio realizado na sede da CBF, no Rio de Janeiro, em 28 de agosto. Os horários das partidas e locais serão divulgados posteriormente, mas as datas foram previamente definidas: 17 e 24 de setembro.
O campeão da competição garantirá vaga na fase de grupos da Copa Libertadores de 2024. Caso também o vencedor leve o Campeonato Brasileiro de 2023, a vaga da competição será repassada ao campeonato nacional, não cabendo ao vice-campeão (artigo 5.º do Regulamento).

## Finalistas
| Time      | Participações em finais (em negrito os títulos conquistados) |
| --------- | ------------------------------------------------------------ |
| São Paulo | 1 (2000)                                                     |
| Flamengo  | 8 (1990, 1997, 2003, 2004, 2006, 2013, 2017 e 2022)          |

## Caminhos até a final
| Flamengo             | Flamengo     | Flamengo     | Flamengo     | Rodada        | São Paulo    | São Paulo    | São Paulo    | São Paulo    |
| Oponente             | Ida          | Volta        | Agregado     | Etapa         | Oponente     | Ida          | Volta        | Agregado     |
| -------------------- | ------------ | ------------ | ------------ | ------------- | ------------ | ------------ | ------------ | ------------ |
| Não disputou         | Não disputou | Não disputou | Não disputou | Primeira fase | Não disputou | Não disputou | Não disputou | Não disputou |
| Não disputou         | Não disputou | Não disputou | Não disputou | Segunda fase  | Não disputou | Não disputou | Não disputou | Não disputou |
| Maringá              | 2–0          | 2–8          | 4–8          | Terceira fase | Ituano       | 0–0          | 1–0          | 1–0          |
| Fluminense           | 0–0          | 0–2          | 0–2          | Oitavas       | Sport        | 0–2          | 3–1          | 3–3 (3–5 p)  |
| Athletico Paranaense | 2–1          | 2–0          | 4–1          | Quartas       | Palmeiras    | 1–0          | 2–1          | 3–1          |
| Grêmio               | 0–2          | 0–1          | 0–3          | Semifinal     | Corinthians  | 2–1          | 0–2          | 2–3          |

## Partidas

### Primeira partida
| 17 de setembro | Flamengo | 0 – 1  | São Paulo     | Maracanã, Rio de Janeiro                                                    |
| 16:00 (UTC−3)  |          | Súmula | Calleri 45+1' | Público: 60 390 Renda: R$ 26 343 300,00 Árbitro: RS Anderson Daronco (FIFA) |

|  | Flamengo |  | São Paulo |  |

| G              | 25 | Matheus Cunha   |     |     |
| LD             | 43 | Wesley          |     | 77' |
| Z              | 15 | Fabrício Bruno  |     |     |
| Z              | 4  | Leo Pereira     | 13' |     |
| LE             | 6  | Ayrton Lucas    |     |     |
| V              | 5  | Erick           |     | 77' |
| V              | 29 | Victor Hugo     | 35' | 45' |
| M              | 20 | Gerson          |     |     |
| A              | 27 | Bruno Henrique  |     | 78' |
| A              | 10 | Gabi            |     | 75' |
| A              | 9  | Pedro           |     |     |
| Substitutos:   |    |                 |     |     |
| G              | 17 | Rossi           |     |     |
| G              | 49 | Dyogo Alves     |     |     |
| LD             | 34 | Matheuzinho     |     | 77' |
| Z              | 3  | Rodrigo Caio    |     |     |
| Z              | 23 | David Luiz      |     |     |
| Z              | 30 | Pablo           |     |     |
| Z              | 33 | Cleiton         |     |     |
| M              | 8  | Thiago Maia     |     | 77' |
| M              | 7  | Éverton Ribeiro |     | 45' |
| A              | 11 | Everton         |     | 75' |
| A              | 19 | Lorran          |     |     |
| A              | 44 | Pedrinho        |     |     |
| Técnico:       |    |                 |     |     |
| Jorge Sampaoli |    |                 |     |     |

| G              | 23 | Rafael           |     |     |
| LD             | 13 | Rafinha          |     |     |
| Z              | 5  | Robert Arboleda  |     |     |
| Z              | 35 | Lucas Beraldo    |     |     |
| LE             | 38 | Caio Paulista    |     | 73' |
| V              | 29 | Pablo Maia       |     |     |
| V              | 25 | Alisson          | 37' | 58' |
| M              | 27 | Wellington Rato  |     | 73' |
| M              | 7  | Lucas            |     | 66' |
| M              | 11 | Nestor           |     | 66' |
| A              | 9  | Jonathan Calleri |     |     |
| Substitutos:   |    |                  |     |     |
| G              | 93 | Jandrei          |     |     |
| LD             | 45 | Nathan           |     |     |
| Z              | 4  | Diego Costa      |     |     |
| Z              | 28 | Alan Franco      |     |     |
| LE             | 6  | Welington        |     | 73' |
| V              | 8  | Luan             |     |     |
| V              | 20 | Gabriel Neves    |     | 58' |
| M              | 19 | James Rodríguez  |     |     |
| M              | 15 | Michel Araújo    |     | 66' |
| A              | 22 | David            |     |     |
| A              | 31 | Juan             |     | 73' |
| A              | 10 | Luciano          |     | 66' |
| Técnico:       |    |                  |     |     |
| Dorival Júnior |    |                  |     |     |

|  |

### Segunda partida
| 24 de setembro | São Paulo    | 1 – 1  | Flamengo           | Morumbi, São Paulo                                                           |
| 16:00 (UTC−3)  | Nestor 45+5' | Súmula | Bruno Henrique 44' | Público: 63 077 Renda: R$ 24.520.800,00 Árbitro: SC Bráulio da Silva Machado |

|  | São Paulo |  | Flamengo |  |

| G              | 23 | Rafael           |              |     |
| LD             | 13 | Rafinha          | 26'          |     |
| Z              | 5  | Robert Arboleda  |              | 8'  |
| Z              | 35 | Lucas Beraldo    |              |     |
| LE             | 38 | Caio Paulista    |              | 64' |
| V              | 29 | Pablo Maia       | 25'          |     |
| V              | 25 | Alisson          | 17'          | 64' |
| M              | 27 | Wellington Rato  |              | 79' |
| M              | 7  | Lucas            |              |     |
| M              | 11 | Nestor           |              | 79' |
| A              | 9  | Jonathan Calleri |              |     |
| Substitutos:   |    |                  |              |     |
| G              | 93 | Jandrei          |              |     |
| LD             | 45 | Nathan           |              |     |
| Z              | 4  | Diego Costa      |              | 8'  |
| Z              | 28 | Alan Franco      |              |     |
| LE             | 6  | Welington        |              | 64' |
| V              | 8  | Luan             |              |     |
| V              | 20 | Gabriel Neves    | 90+4', 90+9' | 64' |
| M              | 19 | James Rodríguez  |              |     |
| M              | 15 | Michel Araújo    |              | 79' |
| A              | 22 | David            |              |     |
| A              | 31 | Juan             |              |     |
| A              | 10 | Luciano          |              | 79' |
| Técnico:       |    |                  |              |     |
| Dorival Júnior |    |                  |              |     |

| G              | 17 | Rossi           |       |     |
| LD             | 43 | Wesley          |       |     |
| Z              | 15 | Fabrício Bruno  | 90+6' |     |
| Z              | 4  | Leo Pereira     | 31'   |     |
| LE             | 6  | Ayrton Lucas    |       |     |
| V              | 5  | Erick           |       |     |
| V              | 8  | Thiago Maia     |       | 63' |
| M              | 20 | Gerson          |       | 80' |
| M              | 14 | De Arrascaeta   |       | 80' |
| A              | 27 | Bruno Henrique  |       |     |
| A              | 9  | Pedro           |       | 73' |
| Substitutos:   |    |                 |       |     |
| G              | 25 | Matheus Cunha   |       |     |
| G              | 1  | Santos          |       |     |
| LD             | 34 | Matheuzinho     |       |     |
| Z              | 3  | Rodrigo Caio    |       |     |
| Z              | 23 | David Luiz      |       |     |
| Z              | 30 | Pablo           |       |     |
| LE             | 16 | Filipe Luís     |       |     |
| M              | 29 | Victor Hugo     |       | 85' |
| M              | 7  | Éverton Ribeiro |       | 85' |
| A              | 11 | Everton         |       |     |
| A              | 10 | Gabi            |       | 73' |
| A              | 31 | Luiz Araújo     |       | 63' |
| Técnico:       |    |                 |       |     |
| Jorge Sampaoli |    |                 |       |     |

|  |

## Premiação
| Copa do Brasil de 2023         |
| São Paulo                      |
| ------------------------------ |
| SÃO PAULO Campeão (1.º título) |